# Ectropis excursaria
Espèce
Ectropis excursaria est un insecte lépidoptère de la famille des Geometridae vivant en Australie.

## Description
Il a une envergure de 30 à 45 mm, les femelles étant plus grandes que les mâles.
Sa larve vit sur différentes espèces de végétaux dont Hedera helix,  Pelargonium zonale, Juglans regia, Salvia officinalis, Pinus radiata, Rosa odorata, Gardenia jasminoides, Citrus limon, Hardenbergia violacea et les genres Cassia, Acacia, Eucalyptus, Bursaria et Hakea

## Synonyme
- Tephrosia exportaria

## Galerie

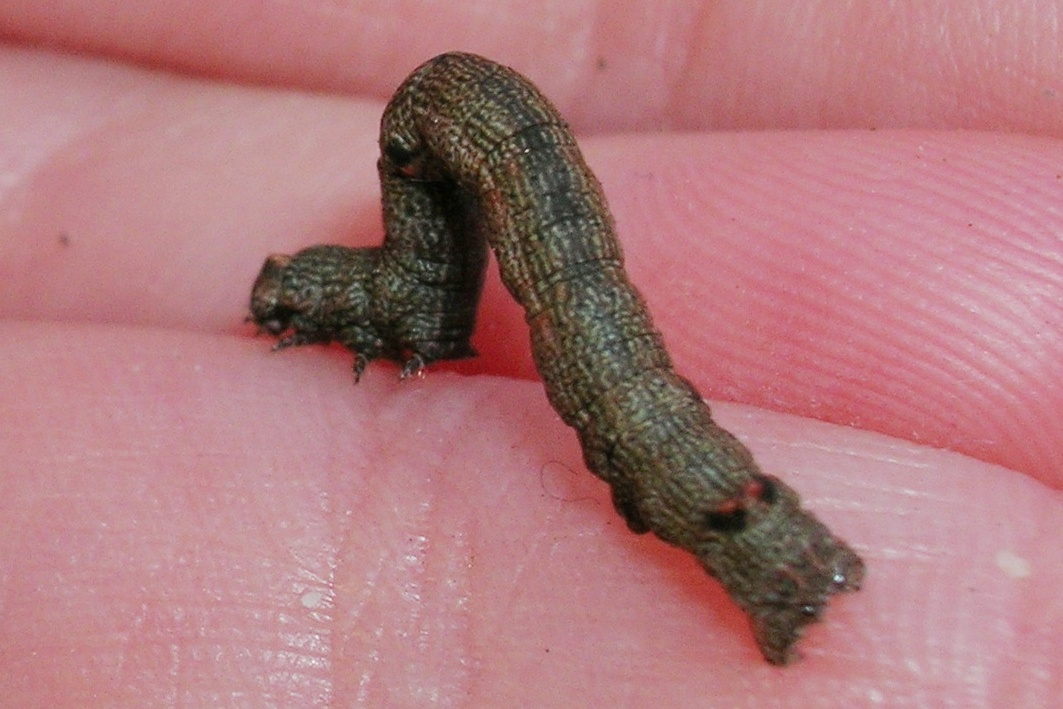
Larve
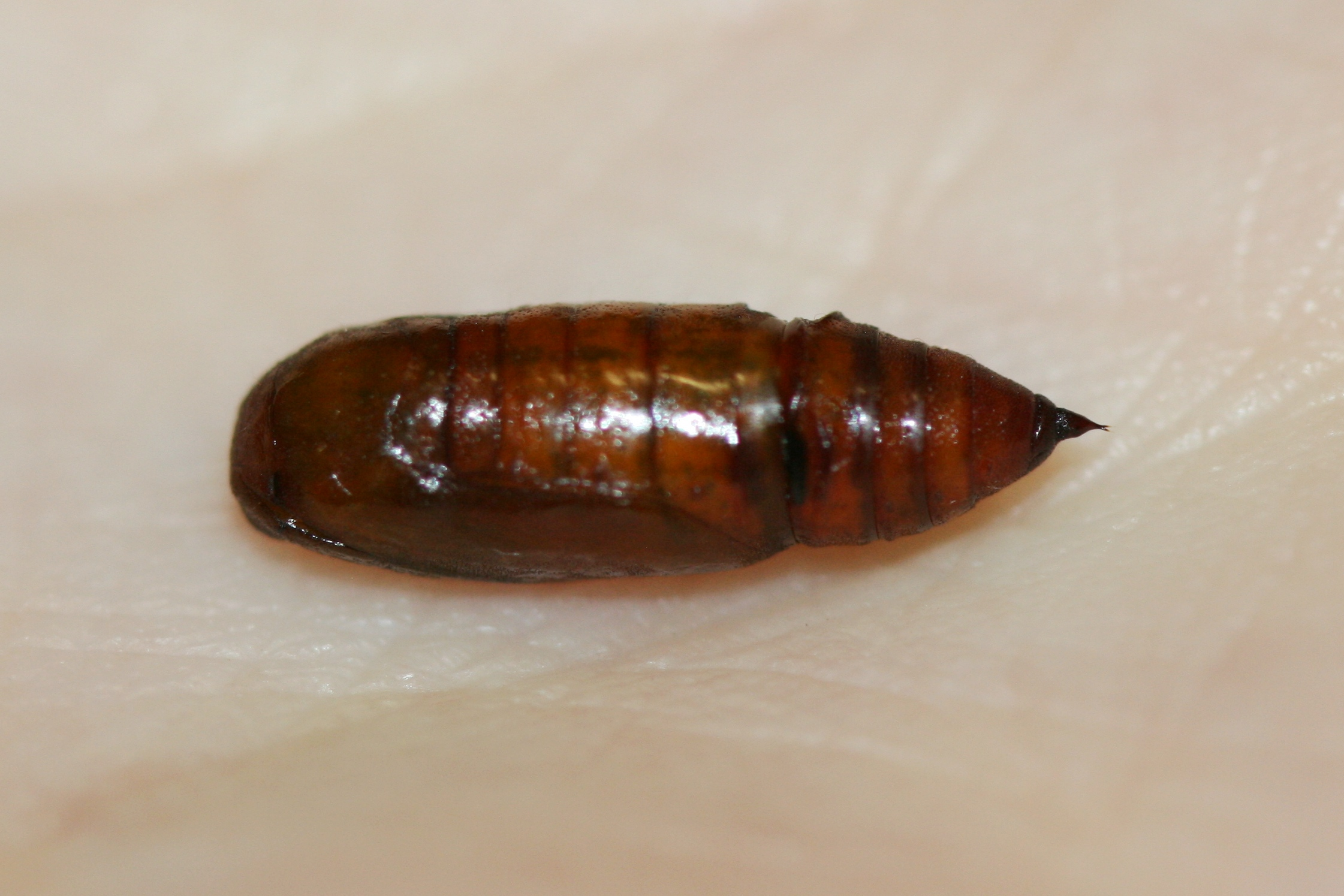
Nymphe